# 豊通リサイクル
豊通リサイクル株式会社（英: TOYOTSU RECYCLE CORPORATION）は、愛知県豊田市西広瀬町に本社を置く、自動車リサイクル事業を手掛ける豊田通商と本田技研工業の合弁企業である。

## 沿革
- 1985年12月 - 株式会社竹崎を資本金10百万円にて設立[1]。
- 1986年9月 - 資本金を26百万円に増資[1]。
- 1989年9月 - 資本金を40百万円に増資[1]。
- 1991年9月 - 資本金を48百万円に増資[1]。
- 1994年
  - 3月 - 資本金を223百万円に増資[1]  。
  - 4月 - 社名を豊通リサイクル株式会社に変更[1]。
- 2004年1月 - ASR再資源化事業部設置[1]。

## 事業内容
- 使用済み自動車触媒から貴金属の回収並びに販売[1]
- 自動車解体部品の回収並びに販売[1]
- 使用済自動車の再資源化等に関する法律（自動車リサイクル法）対応・ASR再資源化事業受託・エアバッグ作動装置の販売[1]

## 事業所
- 本社・豊田支店・本社工場
  - 〒474-0073　愛知県豊田市西広瀬町川原田519-1
- 埼玉出張所・工場
  - 埼玉県羽生市小松台1-603-31
- ASR再資源化事業部
  - 東京都中央区八丁堀2-25-9　トヨタ八丁堀ビル 9F
- 出張所
  - 北海道、岩手、福島、千葉、神奈川、長野、大阪、兵庫、広島、香川、福岡、鹿児島、沖縄